# Тадео I да Монтефелтро
Тадео I да Монтефелтро (на италиански: Tadeo I da Montefeltro; * 1180, † 1251) е италиански кондотиер от рода Да Монтефелтро. 

## Произход
Той е син на Монтефелтрано I да Монтефелтро (* ок. 1135; † 1202), кондотиер и политик, граф на Монтефелтро (1184 – 1202), и на неизвестна жена. Има един брат:
- Бонконте I (* 1165, † 1242), граф на Монтефелтро, първият граф на Урбино

## Биография
През 1226 г. Фридрих II предоставя на него и на брат му Бонконте феодалното владение Урбино. Отнема няколко години, за да се огъне волята на жителите на Урбино, докато на 31 януари 1234 г. не е подписан мир и Бонконте не става първият граф на Урбино от династията да Монтефелтро. Въпреки това Графство Урбино е мястото на един от споровете между Папството и Свещената Римска империя на Фридрих II. Папа Инокентий IV впоследствие анулира инвеститурата на Тадео за Урбино, както и отлъчва от Църквата хората на Фридрих II, които живеят там.